# Chava Alberstein

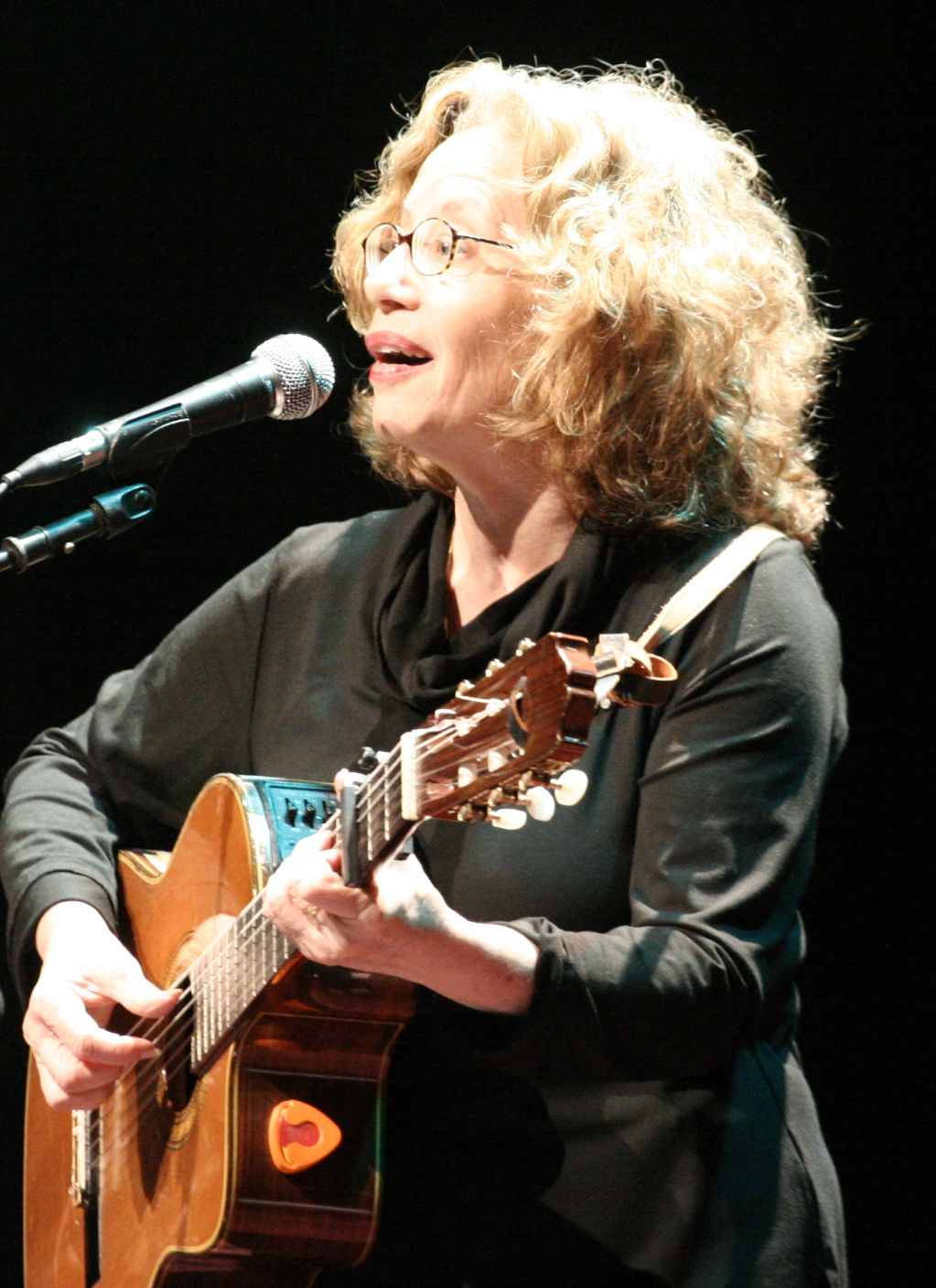
Chava Alberstein (2007)

Chava Alberstein (hebräisch חוה אלברשטיין; * 8. Dezember 1946 in Stettin) ist eine international bekannte israelische Sängerin und Komponistin mit einer über 40 Jahre währenden Karriere. Laut der meistverbreiteten hebräischsprachigen israelischen Tageszeitung, Jedi’ot Acharonot, ist sie die wichtigste israelische Folk-Sängerin: „Wenn Israel eine wirkliche Folk-Sängerin hat, ist es Chava Alberstein.“

## Leben und Karriere
1951 emigrierten ihre Eltern in den neu gegründeten Staat Israel. Nach der Ankunft hebraisierten sie den Vornamen der Tochter von „Ewa“ zu „Chava“. Die Familie lebte in Kiryat Chaim, einer Siedlung an der Bucht von Haifa. Ihre ersten Erfolge hatte sie 1965 als Wehrpflichtige bei Auftritten vor Angehörigen der israelischen Streitkräfte. Ab 1980 schrieb sie auch eigene Texte und Musik. Obwohl Alberstein hauptsächlich mit ihren hebräischen Liedern berühmt wurde, fühlt sie sich auch sehr mit der Kultur der Juden in Osteuropa verbunden.
Alberstein hat über 50 Alben aufgenommen, von denen viele Gold- und Platinstatus erreichten. Einige wurden mit dem israelischen Grammy-Pendant, dem Kinor-David-Preis, ausgezeichnet. Ihr Repertoire enthält Texte vor allem auf Hebräisch und Jiddisch sowie auf Arabisch und Englisch.
Alberstein ist bekannt als Menschenrechtsaktivistin und setzt sich für eine israelisch-arabische Aussöhnung ein. Während der ersten palästinensischen Intifada nahm sie eine kritische Haltung zur israelischen Besatzungspolitik ein, ihr Lied Chad Gadya wurde sogar einige Zeit von Kol Israel, dem staatlichen israelischen Rundfunk, boykottiert.
Alberstein war mit dem israelischen Regisseur Nadaw Levitan verheiratet, der 2010 starb.

„Obwohl ich fast mein ganzes Leben in Israel verbracht habe, hinterfrage ich noch stets meinen Platz in der Welt. Vielleicht entstammt dieses Suchen dem Künstlerdasein, vielleicht meinem Jüdischsein. Ich bin nicht wirklich sicher.“

## Diskografie
1. Hine Lanu Nigun ('Here We Have a Tone' - 1967)
2. Perach haLilach ('Lilac Flower - 1967) Gold
3. Tza'atzueiah shel Osnat (Osnat's Toys - 1967) Gold
4. Mirdaf ('The Chase' - 1968) Gold
5. Mot haParpar (Death of the Butterfly - 1968) Gold
6. Chava Alberstein beShirei Rachel ('Songs of Rachel' - 1968)
7. Margaritkalach ('Daisies’ - 1969)
8. Mishirei eretz ahavati (songs of my beloved country) Gold
9. Chava beTochnit Yachid 1 ('One Woman Show 1' - 1971) Gold
10. Chava beTochnit Yachid 2 ('One Woman Show 2' - 1971) Gold
11. Isha ba'Avatiach ('A Woman in a Watermelon' - 1971) Gold
12. Chava vehaPlatina ('Chava and the Platina Jazz band' - 1972)
13. Chava veOded be'Eretz haKsamim ('Magic Land' - 1972)
14. Lu Yehi ('Let it be' - 1973) Platin
15. K'mo Tzemach bar ('Like a wild flower' - 1975) 3-fach-Platin
16. Lehitei haZahav ('Golden hits' - 1975) Gold
17. Tzolelet Tzabarit ('Sabra Submarine' - 1976)
18. Elik Belik Bom - (1976)
19. Halaila hu shirim ('The Night Is Songs’ - 1977) Gold
20. Karusella 1 ('Carousel 1 - 1977)
21. Karusella 2 ('Carousel 2 - 1977)
22. Karusella 3 ('Carousel 3 - 1977)
23. Shirei Am beYiddish (Yiddish folk songs - 1977)
24. Hitbaharut ('Clearing' - 1978) Gold
25. Chava vehaGitara ('Chava and the guitar' - 1978) Platin
26. Ma Kara ba'Eretz Mi ('What Happened in the Land of Who' - 1979)
27. Ani Holechet Elai ('I Go to Me' - 1980)
28. Shir beMatana ('A Gift of Songs’ - 1980)
29. Kolot ('Voices' - 1982)
30. Shiru Shir im Chava ('Sing a song with chava' 1982)
31. Nemal Bayit ('At Home'-1983) Gold
32. Avak shel kochavim ('Stardust' - 1984)
33. Mehagrim ('Immigrants' 1986)
34. Od Shirim beYiddish ('More Songs in Yiddish' - 1987)
35. HaTzorech baMilah, haTzorech baShtika ('Word And Silence' - 1988)
36. Chava Zingt Yiddish ('Chava Sings Yiddish' - 1989)
37. London (1989) Platin
38. MiShirei Eretz Ahavati ('Songs of my Beloved Country' - 1990) Gold
39. Ahava Mealteret ('Improvised Love' - 1991) Gold
40. HaChita Zomachat Shuv ('The Wheat Grows Again' - 1992) Gold
41. 'The Man I Love' - 1992
42. Margaritkalach (Daisies’ - 1994)
43. Derech Achat ('One Way' - 1995)
44. London beHofaah ('London - Live' - 1995)
45. Yonat ha'Ahava ('The Dove of Love' - 1996)
46. Adaber Itcha ('I Will Talk to You' - 1997)
47. 'Chava Alberstein - The Collection' box set (1998) Gold
48. 'Crazy Flower' (1998)
49. 'The Well'- with The Klezmatics (1998) Songs:
  1. Di Krenitse (The Well)
  2. Ikh Shtey Unter A Bokserboym (I Stand Beneath A Carob Tree)
  3. Ergets Shtil/Baym Taykh (Softly Somewhere/At The River)
  4. Ver Es Hot (One Has Got)
  5. Ovnt Lid (Crepuscule)
  6. A Malekh Veynt (An Angel Weeps)
  7. Bay Nakht (At Night)
  8. Vek Nisht (Don't Waken)
  9. Kh'vel Oyston Di Shikh (I'm Going To Take Off My Shoes)
  10. Mayn Shvester Khaye (My Sister Khaye)
  11. Umetik (Lonesome)
  12. Di Elter (Old Age)
  13. Velkhes Meydl S'nemt A Bokher (Any Girl Who Takes A Boyfriend)
  14. Di Goldene Pave (The Golden Peacock)
  15. Zayt Gezunt (Farewell)
50. Chava Alberstein - Yiddish Songs (1999)
  1. Averml the Con Man
  2. A Tale of Woe About a Jewish King
  3. The Gypsy and His Fiddle
  4. Spring
  5. Under the White Stars
  6. The Partisan's Song (Never Say This is the End of the Road for You)
  7. The Song of Kishinev
  8. On the Road There's a Tree
  9. Three Little Sisters
  10. Daisies
  11. Have a Good Time, Little Children
  12. Hamavdil
  13. Rabbi Tam
  14. Childhood Years
  15. Rivkale
  16. Dona Dona
  17. Yanke'le
  18. By the Fireplace
  19. Melache - Meluche
  20. Summer's Day
  21. Raisins & Almond
51. Tekhef Ashuv (I'll Be Right Back' - 1999)
52. 'Children's songs' -The Collection (2000)
53. Foreign Letters (December 2001) Songs:
  1. Leaves Fall
  2. Mirele
  3. Liar
  4. The Ladder
  5. The Secret Garden
  6. A Maiden's Prayer
  7. High Atop a Mountain
  8. Back Home
  9. An Image
  10. Indifferent
  11. Passport Control
  12. Foreign Letters
54. The Early Years-The Box Set (2003)
  1. The Early Years volume 1 (2003)
  2. The Early Years volume 2 (2003)
  3. The Early Years volume 3 (2003)
  4. The Early Years volume 4 (2003)
  5. The Early Years volume 5 (2003)
  6. The Early Years volume 6 (2003)
  7. The Early Years volume 7 (2003)
  8. The Early Years volume 8 (2003)
55. End of the Holiday (January 2004) Songs:
  1. End of the Holiday
  2. Real Estate
  3. Vera from Bucharest
  4. Black Video
  5. Shadow
  6. Psalms
  7. Empty Synagogue
  8. Boiling Water
  9. Friday Night
  10. Dying Creek
  11. Fellini in New York
56. 'Coconut' (2005)
57. 'Like A Wild flower', New Version.
58. 'Lemele', Yiddish Album, (2006)
59. 'The Milky Way - Songs for Children', (2007)
60. 'Human Nature', (2008)
61. 'live - from alberstien's live concert', (2008)
62. 'Chava Alberstein - the original albums - four collection CD set', (2008)

### Singles (Auswahl)
- 1967: Mak'Helah Aleeza
- 1970: Misheerey Erets Ahavati
- 1975: את תלכי בשדה
- 1975: פגישה לאין קץ
- 1975: אדבר אתך
- 1975: ימי בנימינה
- 1975: כמו צמח בר
- 1977: כולם מוחאים איתי כף
- 1983: החיטה צומחת שוב
- 1990: משירי ארץ אהבתי
- 1997: אדבר איתך
- 2014: תרגיל בהתעוררות (mit Shlomi Shaban)